# 랠리 이탈리아 사르데냐
랠리 이탈리아 사르데냐(이탈리아어: Rally Italia Sardegna)는 이탈리아 사르데냐에서 열리는 랠리 자동차 경주 대회이다. 월드 랠리 챔피언십의 이탈리아 라운드로, 인터컨티넨탈 랠리 챌린지의 경기 중 하나였다. 기존 이탈리아 라운드였던 랠리 산레모를 대체하여 2004년에 처음 개최되었다.